# Voortijdige zaadlozing
Van ejaculatio praecox of voortijdige zaadlozing is sprake wanneer de ejaculatie sneller komt dan de man of zijn partner wenst. Meestal volgt bij mensen met last van voortijdige zaadlozingen de ejaculatie voor of kort nadat de penis in de vagina is gebracht. Dit kan gebeuren voordat het stadium van orgasme is bereikt (hypotone ejaculatio praecox). De ejaculatie is dan meestal verzwakt en het orgastisch beleven minder. Er kan ook sprake zijn van een te snel bereiken van het orgasme (hypertone ejaculatio praecox), bijvoorbeeld na langdurige seksuele onthouding of voorhuidsvernauwing.

## Behandeling
In 1970 kwam het boek Human Sexual Inadequacy van Masters en Johnson uit. Hierin beschreven ze een behandeling van voortijdige zaadlozing middels gedragstherapie (de knijp- en start-stoptechniek):
Wil men een voortijdige zaadlozing voorkomen, dan is het zaaks bij zichzelf de verschillende stadia van opwinding te leren herkennen. Vooral het ogenblik dat in het Engels 'the point-of-no-return' wordt genoemd, is belangrijk. Op dit punt is het onmogelijk een ejaculatie tegen te houden. De knijptechniek en de start-stoptechniek zijn twee oefeningen waarbij de man dat punt leert herkennen.